# Buona Vista (métro de Singapour)
Buona Vista est une station de métro à Singapour. 